# Carol Karp
Carol Karp   (Jamestown Charter Township, 10 d'agost de 1926 - comtat d'Arlington, 20 d'agost de 1972) va ser una matemàtica estatunidenca.

## Vida i obra
Filla d'un matrimoni de neerlandesos, establerts a l'est del llac Michigan, el seu pare era venedor de fertilitzants i la família es va anar traslladant per localitats de l'Oest Mitjà. Ella va fer els estudis secundaris a Alliance (Ohio), es va graduar al Manchester College de North Manchester (Indiana) i va obtenir el màster a la universitat Estatal de Michigan de Lansing (Michigan). A continuació va iniciar treballs de recerca a la universitat del Sud de Califòrnia, en la qual va obtenir el doctorat el 1959.
Durant el seu període de recerca va ser professora ajudant del New Mexico College of Agriculture and Mechanic Arts (actual universitat Estatal de Nou Mèxic) i es va casar amb el físic i advocat Arthur Louis Karp, qui també era oficial de la Marina dels Estats Units d'Amèrica, al qual va seguir en els seus destins a Califòrnia i al Japó. El 1958, va ser nomenada professora de la universitat de Maryland. El 1969 li van diagnosticar un càncer que la va retirar de les aules el 1971 i del qual va morir l'any següent.
L'any 1973, l'Association for Symbolic Logic va instaurar un premi amb el seu nom destinat a joves estudiants per promoure l'estudi de la lògica matemàtica.
Karp va publicar un llibre: Languages with Expressions of Infinite Length (Llenguatges amb expressions de longitud infinita) (1964), basat en la seva tesi doctoral de 1959, i una vintena d'articles, classes i notes científiques. Tot sobre el tema de la lògica infinitària. També va deixar un volum inacabat sobre teoria de la recursió generalitzada.